# Collegi elettorali della Camera dei deputati del 1993
I collegi elettorali della Camera dei deputati del 1993 sono stati utilizzati per le elezioni politiche della Repubblica Italiana del 1994, del 1996 e del 2001.
Vennero istituiti nel 1993 con la cosiddetta Legge Mattarella (Legge n. 277, Nuove norme per l'elezione della Camera dei deputati), attuata in seguito ai referendum abrogativi del 1993. La legge istituì per la Camera dei deputati e per il Senato della Repubblica un sistema di elezione misto, in parte maggioritario e in parte proporzionale. Il 75% dei parlamentari dell'assemblea veniva eletto in collegi uninominali tramite sistema maggioritario a turno unico; il restante 25% al Senato veniva eletto tramite sistema proporzionale con liste bloccate.
La creazione dei collegi uninominali fu accompagnata alla ridefinizione della mappa delle circoscrizioni, per la parte proporzionale.

## Elenco delle circoscrizioni e dei collegi
| Regioni               | Deputati eletti                               | Circoscrizioni        | Circoscrizioni                           | Collegi uninominali                   | Collegi uninominali |
| Regioni               | Deputati eletti                               | Denominazione         | Localizzazione                           | Denominazione                         | Comune più popoloso |
| --------------------- | --------------------------------------------- | --------------------- | ---------------------------------------- | ------------------------------------- | ------------------- |
| Piemonte              | 36 collegi uninominali 12 seggi proporzionali | Piemonte 1            |                                          | 1. Torino 1                           | Torino              |
| Piemonte              | 36 collegi uninominali 12 seggi proporzionali | Piemonte 1            | 2. Torino 2                              | Torino                                |                     |
| Piemonte              | 36 collegi uninominali 12 seggi proporzionali | Piemonte 1            | 3. Torino 3                              | Torino                                |                     |
| Piemonte              | 36 collegi uninominali 12 seggi proporzionali | Piemonte 1            | 4. Torino 4                              | Torino                                |                     |
| Piemonte              | 36 collegi uninominali 12 seggi proporzionali | Piemonte 1            | 5. Torino 5                              | Torino                                |                     |
| Piemonte              | 36 collegi uninominali 12 seggi proporzionali | Piemonte 1            | 6. Torino 6                              | Torino                                |                     |
| Piemonte              | 36 collegi uninominali 12 seggi proporzionali | Piemonte 1            | 7. Torino 7                              | Torino                                |                     |
| Piemonte              | 36 collegi uninominali 12 seggi proporzionali | Piemonte 1            | 8. Torino 8                              | Torino                                |                     |
| Piemonte              | 36 collegi uninominali 12 seggi proporzionali | Piemonte 1            | 9. Ivrea                                 | Ivrea                                 |                     |
| Piemonte              | 36 collegi uninominali 12 seggi proporzionali | Piemonte 1            | 10. Chivasso                             | Chivasso                              |                     |
| Piemonte              | 36 collegi uninominali 12 seggi proporzionali | Piemonte 1            | 11. Settimo Torinese                     | Settimo Torinese                      |                     |
| Piemonte              | 36 collegi uninominali 12 seggi proporzionali | Piemonte 1            | 12. Moncalieri                           | Moncalieri                            |                     |
| Piemonte              | 36 collegi uninominali 12 seggi proporzionali | Piemonte 1            | 13. Nichelino                            | Nichelino                             |                     |
| Piemonte              | 36 collegi uninominali 12 seggi proporzionali | Piemonte 1            | 14. Rivoli                               | Rivoli                                |                     |
| Piemonte              | 36 collegi uninominali 12 seggi proporzionali | Piemonte 1            | 15. Collegno                             | Collegno                              |                     |
| Piemonte              | 36 collegi uninominali 12 seggi proporzionali | Piemonte 1            | 16. Venaria Reale                        | Venaria Reale                         |                     |
| Piemonte              | 36 collegi uninominali 12 seggi proporzionali | Piemonte 1            | 17. Rivarolo Canavese                    | Rivarolo Canavese                     |                     |
| Piemonte              | 36 collegi uninominali 12 seggi proporzionali | Piemonte 1            | 18. Giaveno                              | Giaveno                               |                     |
| Piemonte              | 36 collegi uninominali 12 seggi proporzionali | Piemonte 1            | 19. Pinerolo                             | Pinerolo                              |                     |
| Piemonte              | 36 collegi uninominali 12 seggi proporzionali | Piemonte 2            |                                          | 1. Alba                               | Alba                |
| Piemonte              | 36 collegi uninominali 12 seggi proporzionali | Piemonte 2            | 2. Savigliano                            | Savigliano                            |                     |
| Piemonte              | 36 collegi uninominali 12 seggi proporzionali | Piemonte 2            | 3. Fossano                               | Fossano                               |                     |
| Piemonte              | 36 collegi uninominali 12 seggi proporzionali | Piemonte 2            | 4. Cuneo                                 | Cuneo                                 |                     |
| Piemonte              | 36 collegi uninominali 12 seggi proporzionali | Piemonte 2            | 5. Canelli                               | Canelli                               |                     |
| Piemonte              | 36 collegi uninominali 12 seggi proporzionali | Piemonte 2            | 6. Asti                                  | Asti                                  |                     |
| Piemonte              | 36 collegi uninominali 12 seggi proporzionali | Piemonte 2            | 7. Casale Monferrato                     | Casale Monferrato                     |                     |
| Piemonte              | 36 collegi uninominali 12 seggi proporzionali | Piemonte 2            | 8. Alessandria                           | Alessandria                           |                     |
| Piemonte              | 36 collegi uninominali 12 seggi proporzionali | Piemonte 2            | 9. Novi Ligure                           | Novi Ligure                           |                     |
| Piemonte              | 36 collegi uninominali 12 seggi proporzionali | Piemonte 2            | 10. Acqui Terme                          | Acqui Terme                           |                     |
| Piemonte              | 36 collegi uninominali 12 seggi proporzionali | Piemonte 2            | 11. Vercelli                             | Vercelli                              |                     |
| Piemonte              | 36 collegi uninominali 12 seggi proporzionali | Piemonte 2            | 12. Cossato                              | Cossato                               |                     |
| Piemonte              | 36 collegi uninominali 12 seggi proporzionali | Piemonte 2            | 13. Biella                               | Biella                                |                     |
| Piemonte              | 36 collegi uninominali 12 seggi proporzionali | Piemonte 2            | 14. Novara                               | Novara                                |                     |
| Piemonte              | 36 collegi uninominali 12 seggi proporzionali | Piemonte 2            | 15. Trecate                              | Trecate                               |                     |
| Piemonte              | 36 collegi uninominali 12 seggi proporzionali | Piemonte 2            | 16. Borgomanero                          | Borgomanero                           |                     |
| Piemonte              | 36 collegi uninominali 12 seggi proporzionali | Piemonte 2            | 17. Verbania                             | Verbania                              |                     |
| Valle d'Aosta         | 1 collegio uninominale                        | Valle d'Aosta         |                                          | 1. Aosta                              | Aosta               |
| Lombardia             | 74 collegi uninominali 24 seggi proporzionali | Lombardia 1           |                                          | 1. Milano 1                           | Milano              |
| Lombardia             | 74 collegi uninominali 24 seggi proporzionali | Lombardia 1           | 2. Milano 2                              | Milano                                |                     |
| Lombardia             | 74 collegi uninominali 24 seggi proporzionali | Lombardia 1           | 3. Milano 3                              | Milano                                |                     |
| Lombardia             | 74 collegi uninominali 24 seggi proporzionali | Lombardia 1           | 4. Milano 4                              | Milano                                |                     |
| Lombardia             | 74 collegi uninominali 24 seggi proporzionali | Lombardia 1           | 5. Milano 5                              | Milano                                |                     |
| Lombardia             | 74 collegi uninominali 24 seggi proporzionali | Lombardia 1           | 6. Milano 6                              | Milano                                |                     |
| Lombardia             | 74 collegi uninominali 24 seggi proporzionali | Lombardia 1           | 7. Milano 7                              | Milano                                |                     |
| Lombardia             | 74 collegi uninominali 24 seggi proporzionali | Lombardia 1           | 8. Milano 8                              | Milano                                |                     |
| Lombardia             | 74 collegi uninominali 24 seggi proporzionali | Lombardia 1           | 9. Milano 9                              | Milano                                |                     |
| Lombardia             | 74 collegi uninominali 24 seggi proporzionali | Lombardia 1           | 10. Milano 10                            | Milano                                |                     |
| Lombardia             | 74 collegi uninominali 24 seggi proporzionali | Lombardia 1           | 11. Milano 11                            | Milano                                |                     |
| Lombardia             | 74 collegi uninominali 24 seggi proporzionali | Lombardia 1           | 12. Rozzano                              | Rozzano                               |                     |
| Lombardia             | 74 collegi uninominali 24 seggi proporzionali | Lombardia 1           | 13. Corsico                              | Corsico                               |                     |
| Lombardia             | 74 collegi uninominali 24 seggi proporzionali | Lombardia 1           | 14. Abbiategrasso                        | Abbiategrasso                         |                     |
| Lombardia             | 74 collegi uninominali 24 seggi proporzionali | Lombardia 1           | 15. Busto Garolfo                        | Busto Garolfo                         |                     |
| Lombardia             | 74 collegi uninominali 24 seggi proporzionali | Lombardia 1           | 16. Legnano                              | Legnano                               |                     |
| Lombardia             | 74 collegi uninominali 24 seggi proporzionali | Lombardia 1           | 17. Rho                                  | Rho                                   |                     |
| Lombardia             | 74 collegi uninominali 24 seggi proporzionali | Lombardia 1           | 18. Bollate                              | Bollate                               |                     |
| Lombardia             | 74 collegi uninominali 24 seggi proporzionali | Lombardia 1           | 19. Limbiate                             | Limbiate                              |                     |
| Lombardia             | 74 collegi uninominali 24 seggi proporzionali | Lombardia 1           | 20. Paderno Dugnano                      | Paderno Dugnano                       |                     |
| Lombardia             | 74 collegi uninominali 24 seggi proporzionali | Lombardia 1           | 21. Sesto San Giovanni                   | Sesto San Giovanni                    |                     |
| Lombardia             | 74 collegi uninominali 24 seggi proporzionali | Lombardia 1           | 22. Cinisello Balsamo                    | Cinisello Balsamo                     |                     |
| Lombardia             | 74 collegi uninominali 24 seggi proporzionali | Lombardia 1           | 23. Desio                                | Desio                                 |                     |
| Lombardia             | 74 collegi uninominali 24 seggi proporzionali | Lombardia 1           | 24. Seregno                              | Seregno                               |                     |
| Lombardia             | 74 collegi uninominali 24 seggi proporzionali | Lombardia 1           | 25. Monza                                | Monza                                 |                     |
| Lombardia             | 74 collegi uninominali 24 seggi proporzionali | Lombardia 1           | 26. Vimercate                            | Vimercate                             |                     |
| Lombardia             | 74 collegi uninominali 24 seggi proporzionali | Lombardia 1           | 27. Agrate Brianza                       | Agrate Brianza                        |                     |
| Lombardia             | 74 collegi uninominali 24 seggi proporzionali | Lombardia 1           | 28. Cologno Monzese                      | Cologno Monzese                       |                     |
| Lombardia             | 74 collegi uninominali 24 seggi proporzionali | Lombardia 1           | 29. Melzo                                | Melzo                                 |                     |
| Lombardia             | 74 collegi uninominali 24 seggi proporzionali | Lombardia 1           | 30. Pioltello                            | Pioltello                             |                     |
| Lombardia             | 74 collegi uninominali 24 seggi proporzionali | Lombardia 1           | 31. San Giuliano Milanese                | San Giuliano Milanese                 |                     |
| Lombardia             | 74 collegi uninominali 24 seggi proporzionali | Lombardia 2           |                                          | 1. Varese                             | Varese              |
| Lombardia             | 74 collegi uninominali 24 seggi proporzionali | Lombardia 2           | 2. Luino                                 | Luino                                 |                     |
| Lombardia             | 74 collegi uninominali 24 seggi proporzionali | Lombardia 2           | 3. Tradate                               | Tradate                               |                     |
| Lombardia             | 74 collegi uninominali 24 seggi proporzionali | Lombardia 2           | 4. Sesto Calende                         | Sesto Calende                         |                     |
| Lombardia             | 74 collegi uninominali 24 seggi proporzionali | Lombardia 2           | 5. Gallarate                             | Gallarate                             |                     |
| Lombardia             | 74 collegi uninominali 24 seggi proporzionali | Lombardia 2           | 6. Busto Arsizio                         | Busto Arsizio                         |                     |
| Lombardia             | 74 collegi uninominali 24 seggi proporzionali | Lombardia 2           | 7. Saronno                               | Saronno                               |                     |
| Lombardia             | 74 collegi uninominali 24 seggi proporzionali | Lombardia 2           | 8. Como                                  | Como                                  |                     |
| Lombardia             | 74 collegi uninominali 24 seggi proporzionali | Lombardia 2           | 9. Cantù                                 | Cantù                                 |                     |
| Lombardia             | 74 collegi uninominali 24 seggi proporzionali | Lombardia 2           | 10. Erba                                 | Erba                                  |                     |
| Lombardia             | 74 collegi uninominali 24 seggi proporzionali | Lombardia 2           | 11. Olgiate Comasco                      | Olgiate Comasco                       |                     |
| Lombardia             | 74 collegi uninominali 24 seggi proporzionali | Lombardia 2           | 12. Morbegno                             | Morbegno                              |                     |
| Lombardia             | 74 collegi uninominali 24 seggi proporzionali | Lombardia 2           | 13. Sondrio                              | Sondrio                               |                     |
| Lombardia             | 74 collegi uninominali 24 seggi proporzionali | Lombardia 2           | 14. Lecco                                | Lecco                                 |                     |
| Lombardia             | 74 collegi uninominali 24 seggi proporzionali | Lombardia 2           | 15. Merate                               | Merate                                |                     |
| Lombardia             | 74 collegi uninominali 24 seggi proporzionali | Lombardia 2           | 16. Bergamo                              | Bergamo                               |                     |
| Lombardia             | 74 collegi uninominali 24 seggi proporzionali | Lombardia 2           | 17. Seriate                              | Seriate                               |                     |
| Lombardia             | 74 collegi uninominali 24 seggi proporzionali | Lombardia 2           | 18. Ponte San Pietro                     | Ponte San Pietro                      |                     |
| Lombardia             | 74 collegi uninominali 24 seggi proporzionali | Lombardia 2           | 19. Treviglio                            | Treviglio                             |                     |
| Lombardia             | 74 collegi uninominali 24 seggi proporzionali | Lombardia 2           | 20. Albino                               | Albino                                |                     |
| Lombardia             | 74 collegi uninominali 24 seggi proporzionali | Lombardia 2           | 21. Costa Volpino                        | Costa Volpino                         |                     |
| Lombardia             | 74 collegi uninominali 24 seggi proporzionali | Lombardia 2           | 22. Dalmine                              | Dalmine                               |                     |
| Lombardia             | 74 collegi uninominali 24 seggi proporzionali | Lombardia 2           | 23. Zogno                                | Zogno                                 |                     |
| Lombardia             | 74 collegi uninominali 24 seggi proporzionali | Lombardia 2           | 24. Brescia - Flero                      | Brescia                               |                     |
| Lombardia             | 74 collegi uninominali 24 seggi proporzionali | Lombardia 2           | 25. Brescia - Roncadelle                 | Brescia                               |                     |
| Lombardia             | 74 collegi uninominali 24 seggi proporzionali | Lombardia 2           | 26. Rezzato                              | Rezzato                               |                     |
| Lombardia             | 74 collegi uninominali 24 seggi proporzionali | Lombardia 2           | 27. Desenzano del Garda                  | Desenzano del Garda                   |                     |
| Lombardia             | 74 collegi uninominali 24 seggi proporzionali | Lombardia 2           | 28. Ghedi                                | Ghedi                                 |                     |
| Lombardia             | 74 collegi uninominali 24 seggi proporzionali | Lombardia 2           | 29. Orzinuovi                            | Orzinuovi                             |                     |
| Lombardia             | 74 collegi uninominali 24 seggi proporzionali | Lombardia 2           | 30. Chiari                               | Chiari                                |                     |
| Lombardia             | 74 collegi uninominali 24 seggi proporzionali | Lombardia 2           | 31. Lumezzane                            | Lumezzane                             |                     |
| Lombardia             | 74 collegi uninominali 24 seggi proporzionali | Lombardia 2           | 32. Darfo Boario Terme                   | Darfo Boario Terme                    |                     |
| Lombardia             | 74 collegi uninominali 24 seggi proporzionali | Lombardia 3           |                                          | 1. Pavia                              | Pavia               |
| Lombardia             | 74 collegi uninominali 24 seggi proporzionali | Lombardia 3           | 2. Vigevano                              | Vigevano                              |                     |
| Lombardia             | 74 collegi uninominali 24 seggi proporzionali | Lombardia 3           | 3. Mortara                               | Mortara                               |                     |
| Lombardia             | 74 collegi uninominali 24 seggi proporzionali | Lombardia 3           | 4. Voghera                               | Voghera                               |                     |
| Lombardia             | 74 collegi uninominali 24 seggi proporzionali | Lombardia 3           | 5. Lodi                                  | Lodi                                  |                     |
| Lombardia             | 74 collegi uninominali 24 seggi proporzionali | Lombardia 3           | 6. Crema                                 | Crema                                 |                     |
| Lombardia             | 74 collegi uninominali 24 seggi proporzionali | Lombardia 3           | 7. Soresina                              | Soresina                              |                     |
| Lombardia             | 74 collegi uninominali 24 seggi proporzionali | Lombardia 3           | 8. Cremona                               | Cremona                               |                     |
| Lombardia             | 74 collegi uninominali 24 seggi proporzionali | Lombardia 3           | 9. Castiglione delle Stiviere            | Castiglione delle Stiviere            |                     |
| Lombardia             | 74 collegi uninominali 24 seggi proporzionali | Lombardia 3           | 10. Mantova                              | Mantova                               |                     |
| Lombardia             | 74 collegi uninominali 24 seggi proporzionali | Lombardia 3           | 11. Suzzara                              | Suzzara                               |                     |
| Trentino-Alto Adige   | 8 collegi uninominali 2 seggio proporzionale  | Trentino-Alto Adige   |                                          | 1. Bolzano                            | Bolzano             |
| Trentino-Alto Adige   | 8 collegi uninominali 2 seggio proporzionale  | Trentino-Alto Adige   | 2. Appiano sulla Strada del Vino         | Appiano sulla Strada del Vino         |                     |
| Trentino-Alto Adige   | 8 collegi uninominali 2 seggio proporzionale  | Trentino-Alto Adige   | 3. Merano                                | Merano                                |                     |
| Trentino-Alto Adige   | 8 collegi uninominali 2 seggio proporzionale  | Trentino-Alto Adige   | 4. Bressanone                            | Bressanone                            |                     |
| Trentino-Alto Adige   | 8 collegi uninominali 2 seggio proporzionale  | Trentino-Alto Adige   | 5. Trento                                | Trento                                |                     |
| Trentino-Alto Adige   | 8 collegi uninominali 2 seggio proporzionale  | Trentino-Alto Adige   | 6. Rovereto                              | Rovereto                              |                     |
| Trentino-Alto Adige   | 8 collegi uninominali 2 seggio proporzionale  | Trentino-Alto Adige   | 7. Lavis                                 | Lavis                                 |                     |
| Trentino-Alto Adige   | 8 collegi uninominali 2 seggio proporzionale  | Trentino-Alto Adige   | 8. Pergine Valsugana                     | Pergine Valsugana                     |                     |
| Veneto                | 37 collegi uninominali 12 seggi proporzionali | Veneto 1              |                                          | 1. Verona Ovest                       | Verona              |
| Veneto                | 37 collegi uninominali 12 seggi proporzionali | Veneto 1              | 2. Verona Est                            | Verona                                |                     |
| Veneto                | 37 collegi uninominali 12 seggi proporzionali | Veneto 1              | 3. Bussolengo                            | Bussolengo                            |                     |
| Veneto                | 37 collegi uninominali 12 seggi proporzionali | Veneto 1              | 4. San Martino Buon Albergo              | San Martino Buon Albergo              |                     |
| Veneto                | 37 collegi uninominali 12 seggi proporzionali | Veneto 1              | 5. San Giovanni Lupatoto                 | San Giovanni Lupatoto                 |                     |
| Veneto                | 37 collegi uninominali 12 seggi proporzionali | Veneto 1              | 6. Villafranca di Verona                 | Villafranca di Verona                 |                     |
| Veneto                | 37 collegi uninominali 12 seggi proporzionali | Veneto 1              | 7. Legnago                               | Legnago                               |                     |
| Veneto                | 37 collegi uninominali 12 seggi proporzionali | Veneto 1              | 8. Vicenza                               | Vicenza                               |                     |
| Veneto                | 37 collegi uninominali 12 seggi proporzionali | Veneto 1              | 9. Bassano del Grappa                    | Bassano del Grappa                    |                     |
| Veneto                | 37 collegi uninominali 12 seggi proporzionali | Veneto 1              | 10. Thiene                               | Thiene                                |                     |
| Veneto                | 37 collegi uninominali 12 seggi proporzionali | Veneto 1              | 11. Arzignano                            | Arzignano                             |                     |
| Veneto                | 37 collegi uninominali 12 seggi proporzionali | Veneto 1              | 12. Schio                                | Schio                                 |                     |
| Veneto                | 37 collegi uninominali 12 seggi proporzionali | Veneto 1              | 13. Dueville                             | Dueville                              |                     |
| Veneto                | 37 collegi uninominali 12 seggi proporzionali | Veneto 1              | 14. Padova - Selvazzano Dentro           | Padova                                |                     |
| Veneto                | 37 collegi uninominali 12 seggi proporzionali | Veneto 1              | 15. Padova centro storico                | Padova                                |                     |
| Veneto                | 37 collegi uninominali 12 seggi proporzionali | Veneto 1              | 16. Este                                 | Este                                  |                     |
| Veneto                | 37 collegi uninominali 12 seggi proporzionali | Veneto 1              | 17. Piove di Sacco                       | Piove di Sacco                        |                     |
| Veneto                | 37 collegi uninominali 12 seggi proporzionali | Veneto 1              | 18. Albignasego                          | Albignasego                           |                     |
| Veneto                | 37 collegi uninominali 12 seggi proporzionali | Veneto 1              | 19. Cittadella                           | Cittadella                            |                     |
| Veneto                | 37 collegi uninominali 12 seggi proporzionali | Veneto 1              | 20. Vigonza                              | Vigonza                               |                     |
| Veneto                | 37 collegi uninominali 12 seggi proporzionali | Veneto 1              | 21. Rovigo                               | Rovigo                                |                     |
| Veneto                | 37 collegi uninominali 12 seggi proporzionali | Veneto 1              | 22. Adria                                | Adria                                 |                     |
| Veneto                | 37 collegi uninominali 12 seggi proporzionali | Veneto 2              |                                          | 1. Venezia - San Marco                | Venezia             |
| Veneto                | 37 collegi uninominali 12 seggi proporzionali | Veneto 2              | 2. Venezia - Mestre                      | Venezia                               |                     |
| Veneto                | 37 collegi uninominali 12 seggi proporzionali | Veneto 2              | 3. Venezia - Mira                        | Venezia                               |                     |
| Veneto                | 37 collegi uninominali 12 seggi proporzionali | Veneto 2              | 4. Mirano                                | Mirano                                |                     |
| Veneto                | 37 collegi uninominali 12 seggi proporzionali | Veneto 2              | 5. Chioggia                              | Chioggia                              |                     |
| Veneto                | 37 collegi uninominali 12 seggi proporzionali | Veneto 2              | 6. Venezia - San Donà di Piave           | Venezia                               |                     |
| Veneto                | 37 collegi uninominali 12 seggi proporzionali | Veneto 2              | 7. Portogruaro                           | Portogruaro                           |                     |
| Veneto                | 37 collegi uninominali 12 seggi proporzionali | Veneto 2              | 8. Treviso                               | Treviso                               |                     |
| Veneto                | 37 collegi uninominali 12 seggi proporzionali | Veneto 2              | 9. Vittorio Veneto                       | Vittorio Veneto                       |                     |
| Veneto                | 37 collegi uninominali 12 seggi proporzionali | Veneto 2              | 10. Castelfranco Veneto                  | Castelfranco Veneto                   |                     |
| Veneto                | 37 collegi uninominali 12 seggi proporzionali | Veneto 2              | 11. Oderzo                               | Oderzo                                |                     |
| Veneto                | 37 collegi uninominali 12 seggi proporzionali | Veneto 2              | 12. Conegliano                           | Conegliano                            |                     |
| Veneto                | 37 collegi uninominali 12 seggi proporzionali | Veneto 2              | 13. Belluno                              | Belluno                               |                     |
| Veneto                | 37 collegi uninominali 12 seggi proporzionali | Veneto 2              | 14. Feltre                               | Feltre                                |                     |
| Veneto                | 37 collegi uninominali 12 seggi proporzionali | Veneto 2              | 15. Montebelluna                         | Montebelluna                          |                     |
| Friuli-Venezia Giulia | 10 collegi uninominali 3 seggi proporzionali  | Friuli-Venezia Giulia |                                          | 1. Trieste centro                     | Trieste             |
| Friuli-Venezia Giulia | 10 collegi uninominali 3 seggi proporzionali  | Friuli-Venezia Giulia | 2. Trieste - Muggia                      | Trieste                               |                     |
| Friuli-Venezia Giulia | 10 collegi uninominali 3 seggi proporzionali  | Friuli-Venezia Giulia | 3. Gorizia                               | Gorizia                               |                     |
| Friuli-Venezia Giulia | 10 collegi uninominali 3 seggi proporzionali  | Friuli-Venezia Giulia | 4. Cervignano del Friuli                 | Cervignano del Friuli                 |                     |
| Friuli-Venezia Giulia | 10 collegi uninominali 3 seggi proporzionali  | Friuli-Venezia Giulia | 5. Udine                                 | Udine                                 |                     |
| Friuli-Venezia Giulia | 10 collegi uninominali 3 seggi proporzionali  | Friuli-Venezia Giulia | 6. Gemona del Friuli                     | Gemona del Friuli                     |                     |
| Friuli-Venezia Giulia | 10 collegi uninominali 3 seggi proporzionali  | Friuli-Venezia Giulia | 7. Codroipo                              | Codroipo                              |                     |
| Friuli-Venezia Giulia | 10 collegi uninominali 3 seggi proporzionali  | Friuli-Venezia Giulia | 8. Cividale del Friuli                   | Cividale del Friuli                   |                     |
| Friuli-Venezia Giulia | 10 collegi uninominali 3 seggi proporzionali  | Friuli-Venezia Giulia | 9. Sacile                                | Sacile                                |                     |
| Friuli-Venezia Giulia | 10 collegi uninominali 3 seggi proporzionali  | Friuli-Venezia Giulia | 10. Pordenone                            | Pordenone                             |                     |
| Liguria               | 14 collegi uninominali 5 seggi proporzionali  | Liguria               |                                          | 1. San Remo                           | Sanremo             |
| Liguria               | 14 collegi uninominali 5 seggi proporzionali  | Liguria               | 2. Imperia                               | Imperia                               |                     |
| Liguria               | 14 collegi uninominali 5 seggi proporzionali  | Liguria               | 3. Albenga                               | Albenga                               |                     |
| Liguria               | 14 collegi uninominali 5 seggi proporzionali  | Liguria               | 4. Savona                                | Savona                                |                     |
| Liguria               | 14 collegi uninominali 5 seggi proporzionali  | Liguria               | 5. Genova - Varazze                      | Genova                                |                     |
| Liguria               | 14 collegi uninominali 5 seggi proporzionali  | Liguria               | 6. Genova - Sestri                       | Genova                                |                     |
| Liguria               | 14 collegi uninominali 5 seggi proporzionali  | Liguria               | 7. Genova - Campomorone                  | Genova                                |                     |
| Liguria               | 14 collegi uninominali 5 seggi proporzionali  | Liguria               | 8. Genova - San Fruttuoso                | Genova                                |                     |
| Liguria               | 14 collegi uninominali 5 seggi proporzionali  | Liguria               | 9. Genova - Parenzo                      | Genova                                |                     |
| Liguria               | 14 collegi uninominali 5 seggi proporzionali  | Liguria               | 10. Genova - Nervi                       | Genova                                |                     |
| Liguria               | 14 collegi uninominali 5 seggi proporzionali  | Liguria               | 11. Rapallo                              | Rapallo                               |                     |
| Liguria               | 14 collegi uninominali 5 seggi proporzionali  | Liguria               | 12. Chiavari                             | Chiavari                              |                     |
| Liguria               | 14 collegi uninominali 5 seggi proporzionali  | Liguria               | 13. Sarzana                              | Sarzana                               |                     |
| Liguria               | 14 collegi uninominali 5 seggi proporzionali  | Liguria               | 14. La Spezia                            | La Spezia                             |                     |
| Emilia-Romagna        | 32 collegi uninominali 11 seggi proporzionali | Emilia-Romagna        |                                          | 1. Rimini - Sant'Arcangelo di Romagna | Rimini              |
| Emilia-Romagna        | 32 collegi uninominali 11 seggi proporzionali | Emilia-Romagna        | 2. Rimini - Riccione                     | Rimini                                |                     |
| Emilia-Romagna        | 32 collegi uninominali 11 seggi proporzionali | Emilia-Romagna        | 3. Forlì                                 | Forlì                                 |                     |
| Emilia-Romagna        | 32 collegi uninominali 11 seggi proporzionali | Emilia-Romagna        | 4. Cesena                                | Cesena                                |                     |
| Emilia-Romagna        | 32 collegi uninominali 11 seggi proporzionali | Emilia-Romagna        | 5. Savignano sul Rubicone                | Savignano sul Rubicone                |                     |
| Emilia-Romagna        | 32 collegi uninominali 11 seggi proporzionali | Emilia-Romagna        | 6. Ravenna - Cervia                      | Ravenna                               |                     |
| Emilia-Romagna        | 32 collegi uninominali 11 seggi proporzionali | Emilia-Romagna        | 7. Faenza                                | Faenza                                |                     |
| Emilia-Romagna        | 32 collegi uninominali 11 seggi proporzionali | Emilia-Romagna        | 8. Ravenna - Lugo                        | Ravenna                               |                     |
| Emilia-Romagna        | 32 collegi uninominali 11 seggi proporzionali | Emilia-Romagna        | 9. Ferrara - Via Bologna                 | Ferrara                               |                     |
| Emilia-Romagna        | 32 collegi uninominali 11 seggi proporzionali | Emilia-Romagna        | 10. Comacchio                            | Comacchio                             |                     |
| Emilia-Romagna        | 32 collegi uninominali 11 seggi proporzionali | Emilia-Romagna        | 11. Ferrara - Cento                      | Ferrara                               |                     |
| Emilia-Romagna        | 32 collegi uninominali 11 seggi proporzionali | Emilia-Romagna        | 12. Bologna - Mazzini                    | Bologna                               |                     |
| Emilia-Romagna        | 32 collegi uninominali 11 seggi proporzionali | Emilia-Romagna        | 13. Bologna - San Donato                 | Bologna                               |                     |
| Emilia-Romagna        | 32 collegi uninominali 11 seggi proporzionali | Emilia-Romagna        | 14. Bologna - Borgo Panigale             | Bologna                               |                     |
| Emilia-Romagna        | 32 collegi uninominali 11 seggi proporzionali | Emilia-Romagna        | 15. Imola                                | Imola                                 |                     |
| Emilia-Romagna        | 32 collegi uninominali 11 seggi proporzionali | Emilia-Romagna        | 16. Bologna - Pianoro                    | Bologna                               |                     |
| Emilia-Romagna        | 32 collegi uninominali 11 seggi proporzionali | Emilia-Romagna        | 17. Casalecchio di Reno                  | Casalecchio di Reno                   |                     |
| Emilia-Romagna        | 32 collegi uninominali 11 seggi proporzionali | Emilia-Romagna        | 18. San Giovanni in Persiceto            | San Giovanni in Persiceto             |                     |
| Emilia-Romagna        | 32 collegi uninominali 11 seggi proporzionali | Emilia-Romagna        | 19. San Lazzaro di Savena                | San Lazzaro di Savena                 |                     |
| Emilia-Romagna        | 32 collegi uninominali 11 seggi proporzionali | Emilia-Romagna        | 20. Modena centro                        | Modena                                |                     |
| Emilia-Romagna        | 32 collegi uninominali 11 seggi proporzionali | Emilia-Romagna        | 21. Mirandola                            | Mirandola                             |                     |
| Emilia-Romagna        | 32 collegi uninominali 11 seggi proporzionali | Emilia-Romagna        | 22. Vignola                              | Vignola                               |                     |
| Emilia-Romagna        | 32 collegi uninominali 11 seggi proporzionali | Emilia-Romagna        | 23. Modena - Sassuolo                    | Modena                                |                     |
| Emilia-Romagna        | 32 collegi uninominali 11 seggi proporzionali | Emilia-Romagna        | 24. Carpi                                | Carpi                                 |                     |
| Emilia-Romagna        | 32 collegi uninominali 11 seggi proporzionali | Emilia-Romagna        | 25. Reggio Emilia                        | Reggio nell'Emilia                    |                     |
| Emilia-Romagna        | 32 collegi uninominali 11 seggi proporzionali | Emilia-Romagna        | 26. Guastalla                            | Guastalla                             |                     |
| Emilia-Romagna        | 32 collegi uninominali 11 seggi proporzionali | Emilia-Romagna        | 27. Scandiano                            | Scandiano                             |                     |
| Emilia-Romagna        | 32 collegi uninominali 11 seggi proporzionali | Emilia-Romagna        | 28. Parma centro                         | Parma                                 |                     |
| Emilia-Romagna        | 32 collegi uninominali 11 seggi proporzionali | Emilia-Romagna        | 29. Parma - Collecchio                   | Parma                                 |                     |
| Emilia-Romagna        | 32 collegi uninominali 11 seggi proporzionali | Emilia-Romagna        | 30. Fidenza                              | Fidenza                               |                     |
| Emilia-Romagna        | 32 collegi uninominali 11 seggi proporzionali | Emilia-Romagna        | 31. Piacenza                             | Piacenza                              |                     |
| Emilia-Romagna        | 32 collegi uninominali 11 seggi proporzionali | Emilia-Romagna        | 32. Fiorenzuola d'Arda                   | Fiorenzuola d'Arda                    |                     |
| Toscana               | 29 collegi uninominali 10 seggi proporzionali | Toscana               |                                          | 1. Firenze 1                          | Firenze             |
| Toscana               | 29 collegi uninominali 10 seggi proporzionali | Toscana               | 2. Firenze 2                             | Firenze                               |                     |
| Toscana               | 29 collegi uninominali 10 seggi proporzionali | Toscana               | 3. Firenze 3                             | Firenze                               |                     |
| Toscana               | 29 collegi uninominali 10 seggi proporzionali | Toscana               | 4. Scandicci                             | Scandicci                             |                     |
| Toscana               | 29 collegi uninominali 10 seggi proporzionali | Toscana               | 5. Sesto Fiorentino                      | Sesto Fiorentino                      |                     |
| Toscana               | 29 collegi uninominali 10 seggi proporzionali | Toscana               | 6. Firenze - Pontassieve                 | Firenze                               |                     |
| Toscana               | 29 collegi uninominali 10 seggi proporzionali | Toscana               | 7. Empoli                                | Empoli                                |                     |
| Toscana               | 29 collegi uninominali 10 seggi proporzionali | Toscana               | 8. Bagno a Ripoli                        | Bagno a Ripoli                        |                     |
| Toscana               | 29 collegi uninominali 10 seggi proporzionali | Toscana               | 9. Prato - Montemurlo                    | Prato                                 |                     |
| Toscana               | 29 collegi uninominali 10 seggi proporzionali | Toscana               | 10. Prato - Carmignano                   | Prato                                 |                     |
| Toscana               | 29 collegi uninominali 10 seggi proporzionali | Toscana               | 11. Pistoia                              | Pistoia                               |                     |
| Toscana               | 29 collegi uninominali 10 seggi proporzionali | Toscana               | 12. Montecatini Terme                    | Montecatini Terme                     |                     |
| Toscana               | 29 collegi uninominali 10 seggi proporzionali | Toscana               | 13. Montevarchi                          | Montevarchi                           |                     |
| Toscana               | 29 collegi uninominali 10 seggi proporzionali | Toscana               | 14. Arezzo                               | Arezzo                                |                     |
| Toscana               | 29 collegi uninominali 10 seggi proporzionali | Toscana               | 15. Cortona                              | Cortona                               |                     |
| Toscana               | 29 collegi uninominali 10 seggi proporzionali | Toscana               | 16. Siena                                | Siena                                 |                     |
| Toscana               | 29 collegi uninominali 10 seggi proporzionali | Toscana               | 17. Pontedera                            | Pontedera                             |                     |
| Toscana               | 29 collegi uninominali 10 seggi proporzionali | Toscana               | 18. Massa Marittima                      | Massa Marittima                       |                     |
| Toscana               | 29 collegi uninominali 10 seggi proporzionali | Toscana               | 19. Grosseto                             | Grosseto                              |                     |
| Toscana               | 29 collegi uninominali 10 seggi proporzionali | Toscana               | 20. Carrara                              | Carrara                               |                     |
| Toscana               | 29 collegi uninominali 10 seggi proporzionali | Toscana               | 21. Massa                                | Massa                                 |                     |
| Toscana               | 29 collegi uninominali 10 seggi proporzionali | Toscana               | 22. Viareggio                            | Viareggio                             |                     |
| Toscana               | 29 collegi uninominali 10 seggi proporzionali | Toscana               | 23. Lucca                                | Lucca                                 |                     |
| Toscana               | 29 collegi uninominali 10 seggi proporzionali | Toscana               | 24. Pisa                                 | Pisa                                  |                     |
| Toscana               | 29 collegi uninominali 10 seggi proporzionali | Toscana               | 25. Capannori                            | Capannori                             |                     |
| Toscana               | 29 collegi uninominali 10 seggi proporzionali | Toscana               | 26. Cascina                              | Cascina                               |                     |
| Toscana               | 29 collegi uninominali 10 seggi proporzionali | Toscana               | 27.Livorno - Collesalvetti               | Livorno                               |                     |
| Toscana               | 29 collegi uninominali 10 seggi proporzionali | Toscana               | 28. Livorno - Rosignano Marittimo        | Livorno                               |                     |
| Toscana               | 29 collegi uninominali 10 seggi proporzionali | Toscana               | 29. Piombino                             | Piombino                              |                     |
| Umbria                | 7 collegi uninominali 2 seggi proporzionali   | Umbria                |                                          | 1. Perugia centro                     | Perugia             |
| Umbria                | 7 collegi uninominali 2 seggi proporzionali   | Umbria                | 2. Perugia - Todi                        | Perugia                               |                     |
| Umbria                | 7 collegi uninominali 2 seggi proporzionali   | Umbria                | 3. Città di Castello                     | Città di Castello                     |                     |
| Umbria                | 7 collegi uninominali 2 seggi proporzionali   | Umbria                | 4. Gubbio                                | Gubbio                                |                     |
| Umbria                | 7 collegi uninominali 2 seggi proporzionali   | Umbria                | 5. Foligno                               | Foligno                               |                     |
| Umbria                | 7 collegi uninominali 2 seggi proporzionali   | Umbria                | 6. Terni                                 | Terni                                 |                     |
| Umbria                | 7 collegi uninominali 2 seggi proporzionali   | Umbria                | 7. Orvieto                               | Orvieto                               |                     |
| Marche                | 12 collegi uninominali 4 seggi proporzionali  | Marche                |                                          | 1. Ascoli Piceno                      | Ascoli Piceno       |
| Marche                | 12 collegi uninominali 4 seggi proporzionali  | Marche                | 2. San Benedetto del Tronto              | San Benedetto del Tronto              |                     |
| Marche                | 12 collegi uninominali 4 seggi proporzionali  | Marche                | 3. Fermo                                 | Fermo                                 |                     |
| Marche                | 12 collegi uninominali 4 seggi proporzionali  | Marche                | 4. Macerata                              | Macerata                              |                     |
| Marche                | 12 collegi uninominali 4 seggi proporzionali  | Marche                | 5. Civitanova Marche                     | Civitanova Marche                     |                     |
| Marche                | 12 collegi uninominali 4 seggi proporzionali  | Marche                | 6. Osimo                                 | Osimo                                 |                     |
| Marche                | 12 collegi uninominali 4 seggi proporzionali  | Marche                | 7. Ancona                                | Ancona                                |                     |
| Marche                | 12 collegi uninominali 4 seggi proporzionali  | Marche                | 8. Jesi                                  | Jesi                                  |                     |
| Marche                | 12 collegi uninominali 4 seggi proporzionali  | Marche                | 9. Senigallia                            | Senigallia                            |                     |
| Marche                | 12 collegi uninominali 4 seggi proporzionali  | Marche                | 10. Pesaro                               | Pesaro                                |                     |
| Marche                | 12 collegi uninominali 4 seggi proporzionali  | Marche                | 11. Urbino                               | Urbino                                |                     |
| Marche                | 12 collegi uninominali 4 seggi proporzionali  | Marche                | 12. Fano                                 | Fano                                  |                     |
| Lazio                 | 43 collegi uninominali 14 seggi proporzionali | Lazio 1               |                                          | 1. Roma Centro                        | Roma                |
| Lazio                 | 43 collegi uninominali 14 seggi proporzionali | Lazio 1               | 2. Roma - Trieste                        | Roma                                  |                     |
| Lazio                 | 43 collegi uninominali 14 seggi proporzionali | Lazio 1               | 3. Roma - Val Melaina                    | Roma                                  |                     |
| Lazio                 | 43 collegi uninominali 14 seggi proporzionali | Lazio 1               | 4. Roma - Monte Sacro                    | Roma                                  |                     |
| Lazio                 | 43 collegi uninominali 14 seggi proporzionali | Lazio 1               | 5. Roma - Pietralata                     | Roma                                  |                     |
| Lazio                 | 43 collegi uninominali 14 seggi proporzionali | Lazio 1               | 6. Roma - Prenestino - Labicano          | Roma                                  |                     |
| Lazio                 | 43 collegi uninominali 14 seggi proporzionali | Lazio 1               | 7. Roma - Collatino                      | Roma                                  |                     |
| Lazio                 | 43 collegi uninominali 14 seggi proporzionali | Lazio 1               | 8. Roma - Torre Angela                   | Roma                                  |                     |
| Lazio                 | 43 collegi uninominali 14 seggi proporzionali | Lazio 1               | 9. Roma - Prenestino - Centocelle        | Roma                                  |                     |
| Lazio                 | 43 collegi uninominali 14 seggi proporzionali | Lazio 1               | 10. Roma - Tuscolano                     | Roma                                  |                     |
| Lazio                 | 43 collegi uninominali 14 seggi proporzionali | Lazio 1               | 11. Roma - Don Bosco                     | Roma                                  |                     |
| Lazio                 | 43 collegi uninominali 14 seggi proporzionali | Lazio 1               | 12. Roma - Ciampino                      | Roma                                  |                     |
| Lazio                 | 43 collegi uninominali 14 seggi proporzionali | Lazio 1               | 13. Roma - Appio Latino                  | Roma                                  |                     |
| Lazio                 | 43 collegi uninominali 14 seggi proporzionali | Lazio 1               | 14. Roma - Ardeatino                     | Roma                                  |                     |
| Lazio                 | 43 collegi uninominali 14 seggi proporzionali | Lazio 1               | 15. Roma - Ostiense                      | Roma                                  |                     |
| Lazio                 | 43 collegi uninominali 14 seggi proporzionali | Lazio 1               | 16. Roma - Lido di Ostia                 | Roma                                  |                     |
| Lazio                 | 43 collegi uninominali 14 seggi proporzionali | Lazio 1               | 17. Roma - Fiumicino                     | Roma                                  |                     |
| Lazio                 | 43 collegi uninominali 14 seggi proporzionali | Lazio 1               | 18. Roma - Portuense                     | Roma                                  |                     |
| Lazio                 | 43 collegi uninominali 14 seggi proporzionali | Lazio 1               | 19. Roma - Zona Sub. Gianicolense        | Roma                                  |                     |
| Lazio                 | 43 collegi uninominali 14 seggi proporzionali | Lazio 1               | 20. Roma - Gianicolense                  | Roma                                  |                     |
| Lazio                 | 43 collegi uninominali 14 seggi proporzionali | Lazio 1               | 21. Roma - Trionfale                     | Roma                                  |                     |
| Lazio                 | 43 collegi uninominali 14 seggi proporzionali | Lazio 1               | 22. Roma - Tomba di Nerone               | Roma                                  |                     |
| Lazio                 | 43 collegi uninominali 14 seggi proporzionali | Lazio 1               | 23. Roma - Primavalle                    | Roma                                  |                     |
| Lazio                 | 43 collegi uninominali 14 seggi proporzionali | Lazio 1               | 24. Roma - Della Vittoria                | Roma                                  |                     |
| Lazio                 | 43 collegi uninominali 14 seggi proporzionali | Lazio 1               | 25. Civitavecchia                        | Civitavecchia                         |                     |
| Lazio                 | 43 collegi uninominali 14 seggi proporzionali | Lazio 1               | 26. Monterotondo                         | Monterotondo                          |                     |
| Lazio                 | 43 collegi uninominali 14 seggi proporzionali | Lazio 1               | 27. Guidonia Montecelio                  | Guidonia Montecelio                   |                     |
| Lazio                 | 43 collegi uninominali 14 seggi proporzionali | Lazio 1               | 28. Tivoli                               | Tivoli                                |                     |
| Lazio                 | 43 collegi uninominali 14 seggi proporzionali | Lazio 1               | 29. Colleferro                           | Colleferro                            |                     |
| Lazio                 | 43 collegi uninominali 14 seggi proporzionali | Lazio 1               | 30. Marino                               | Marino                                |                     |
| Lazio                 | 43 collegi uninominali 14 seggi proporzionali | Lazio 1               | 31. Velletri                             | Velletri                              |                     |
| Lazio                 | 43 collegi uninominali 14 seggi proporzionali | Lazio 1               | 32. Pomezia                              | Pomezia                               |                     |
| Lazio                 | 43 collegi uninominali 14 seggi proporzionali | Lazio 2               |                                          | 1. Viterbo                            | Viterbo             |
| Lazio                 | 43 collegi uninominali 14 seggi proporzionali | Lazio 2               | 2. Tarquinia                             | Tarquinia                             |                     |
| Lazio                 | 43 collegi uninominali 14 seggi proporzionali | Lazio 2               | 3. Rieti                                 | Rieti                                 |                     |
| Lazio                 | 43 collegi uninominali 14 seggi proporzionali | Lazio 2               | 4. Frosinone                             | Frosinone                             |                     |
| Lazio                 | 43 collegi uninominali 14 seggi proporzionali | Lazio 2               | 5. Alatri                                | Alatri                                |                     |
| Lazio                 | 43 collegi uninominali 14 seggi proporzionali | Lazio 2               | 6. Sora                                  | Sora                                  |                     |
| Lazio                 | 43 collegi uninominali 14 seggi proporzionali | Lazio 2               | 7. Cassino                               | Cassino                               |                     |
| Lazio                 | 43 collegi uninominali 14 seggi proporzionali | Lazio 2               | 8. Latina                                | Latina                                |                     |
| Lazio                 | 43 collegi uninominali 14 seggi proporzionali | Lazio 2               | 9. Aprilia                               | Aprilia                               |                     |
| Lazio                 | 43 collegi uninominali 14 seggi proporzionali | Lazio 2               | 10. Terracina                            | Terracina                             |                     |
| Lazio                 | 43 collegi uninominali 14 seggi proporzionali | Lazio 2               | 11. Formia                               | Formia                                |                     |
| Abruzzo               | 11 collegi uninominali 3 seggi proporzionali  | Abruzzo               |                                          | 1. L'Aquila                           | L'Aquila            |
| Abruzzo               | 11 collegi uninominali 3 seggi proporzionali  | Abruzzo               | 2. Avezzano                              | Avezzano                              |                     |
| Abruzzo               | 11 collegi uninominali 3 seggi proporzionali  | Abruzzo               | 3. Sulmona                               | Sulmona                               |                     |
| Abruzzo               | 11 collegi uninominali 3 seggi proporzionali  | Abruzzo               | 4. Teramo                                | Teramo                                |                     |
| Abruzzo               | 11 collegi uninominali 3 seggi proporzionali  | Abruzzo               | 5. Giulianova                            | Giulianova                            |                     |
| Abruzzo               | 11 collegi uninominali 3 seggi proporzionali  | Abruzzo               | 6. Chieti                                | Chieti                                |                     |
| Abruzzo               | 11 collegi uninominali 3 seggi proporzionali  | Abruzzo               | 7. Lanciano                              | Lanciano                              |                     |
| Abruzzo               | 11 collegi uninominali 3 seggi proporzionali  | Abruzzo               | 8. Ortona                                | Ortona                                |                     |
| Abruzzo               | 11 collegi uninominali 3 seggi proporzionali  | Abruzzo               | 9. Vasto                                 | Vasto                                 |                     |
| Abruzzo               | 11 collegi uninominali 3 seggi proporzionali  | Abruzzo               | 10. Pescara                              | Pescara                               |                     |
| Abruzzo               | 11 collegi uninominali 3 seggi proporzionali  | Abruzzo               | 11. Montesilvano                         | Montesilvano                          |                     |
| Molise                | 3 collegi uninominali 1 seggi proporzionali   | Molise                |                                          | 1. Campobasso                         | Campobasso          |
| Molise                | 3 collegi uninominali 1 seggi proporzionali   | Molise                | 2. Isernia                               | Isernia                               |                     |
| Molise                | 3 collegi uninominali 1 seggi proporzionali   | Molise                | 3. Termoli                               | Termoli                               |                     |
| Campania              | 47 collegi uninominali 15 seggi proporzionali | Campania 1            |                                          | 1. Napoli - Ischia                    | Napoli              |
| Campania              | 47 collegi uninominali 15 seggi proporzionali | Campania 1            | 2. Napoli - Vomero                       | Napoli                                |                     |
| Campania              | 47 collegi uninominali 15 seggi proporzionali | Campania 1            | 3. Napoli - Fuorigrotta                  | Napoli                                |                     |
| Campania              | 47 collegi uninominali 15 seggi proporzionali | Campania 1            | 4. Napoli - Pianura                      | Napoli                                |                     |
| Campania              | 47 collegi uninominali 15 seggi proporzionali | Campania 1            | 5. Napoli - Arenella                     | Napoli                                |                     |
| Campania              | 47 collegi uninominali 15 seggi proporzionali | Campania 1            | 6. Napoli - San Lorenzo                  | Napoli                                |                     |
| Campania              | 47 collegi uninominali 15 seggi proporzionali | Campania 1            | 7. Napoli - San Carlo Arena              | Napoli                                |                     |
| Campania              | 47 collegi uninominali 15 seggi proporzionali | Campania 1            | 8. Napoli - Secondigliano                | Napoli                                |                     |
| Campania              | 47 collegi uninominali 15 seggi proporzionali | Campania 1            | 9. Napoli - Ponticelli                   | Napoli                                |                     |
| Campania              | 47 collegi uninominali 15 seggi proporzionali | Campania 1            | 10. Pozzuoli                             | Pozzuoli                              |                     |
| Campania              | 47 collegi uninominali 15 seggi proporzionali | Campania 1            | 11. Giugliano in Campania                | Giugliano in Campania                 |                     |
| Campania              | 47 collegi uninominali 15 seggi proporzionali | Campania 1            | 12. Marano di Napoli                     | Marano di Napoli                      |                     |
| Campania              | 47 collegi uninominali 15 seggi proporzionali | Campania 1            | 13. Arzano                               | Arzano                                |                     |
| Campania              | 47 collegi uninominali 15 seggi proporzionali | Campania 1            | 14. Casoria                              | Casoria                               |                     |
| Campania              | 47 collegi uninominali 15 seggi proporzionali | Campania 1            | 15. Afragola                             | Afragola                              |                     |
| Campania              | 47 collegi uninominali 15 seggi proporzionali | Campania 1            | 16. Acerra                               | Acerra                                |                     |
| Campania              | 47 collegi uninominali 15 seggi proporzionali | Campania 1            | 17. Pomigliano d'Arco                    | Pomigliano d'Arco                     |                     |
| Campania              | 47 collegi uninominali 15 seggi proporzionali | Campania 1            | 18. Nola                                 | Nola                                  |                     |
| Campania              | 47 collegi uninominali 15 seggi proporzionali | Campania 1            | 19. San Giuseppe Vesuviano               | San Giuseppe Vesuviano                |                     |
| Campania              | 47 collegi uninominali 15 seggi proporzionali | Campania 1            | 20. Torre Annunziata                     | Torre Annunziata                      |                     |
| Campania              | 47 collegi uninominali 15 seggi proporzionali | Campania 1            | 21. Castellammare di Stabia              | Castellammare di Stabia               |                     |
| Campania              | 47 collegi uninominali 15 seggi proporzionali | Campania 1            | 22. Gragnano                             | Gragnano                              |                     |
| Campania              | 47 collegi uninominali 15 seggi proporzionali | Campania 1            | 23. Torre del Greco                      | Torre del Greco                       |                     |
| Campania              | 47 collegi uninominali 15 seggi proporzionali | Campania 1            | 24. Portici                              | Portici                               |                     |
| Campania              | 47 collegi uninominali 15 seggi proporzionali | Campania 1            | 25. San Giorgio a Cremano                | San Giorgio a Cremano                 |                     |
| Campania              | 47 collegi uninominali 15 seggi proporzionali | Campania 2            |                                          | 1. Caserta                            | Caserta             |
| Campania              | 47 collegi uninominali 15 seggi proporzionali | Campania 2            | 2. Maddaloni                             | Maddaloni                             |                     |
| Campania              | 47 collegi uninominali 15 seggi proporzionali | Campania 2            | 3. Aversa                                | Aversa                                |                     |
| Campania              | 47 collegi uninominali 15 seggi proporzionali | Campania 2            | 4. Casal di Principe                     | Casal di Principe                     |                     |
| Campania              | 47 collegi uninominali 15 seggi proporzionali | Campania 2            | 5. Santa Maria Capua Vetere              | Santa Maria Capua Vetere              |                     |
| Campania              | 47 collegi uninominali 15 seggi proporzionali | Campania 2            | 6. Sessa Aurunca                         | Sessa Aurunca                         |                     |
| Campania              | 47 collegi uninominali 15 seggi proporzionali | Campania 2            | 7. Capua                                 | Capua                                 |                     |
| Campania              | 47 collegi uninominali 15 seggi proporzionali | Campania 2            | 8. Benevento                             | Benevento                             |                     |
| Campania              | 47 collegi uninominali 15 seggi proporzionali | Campania 2            | 9. Sant'Agata de' Goti                   | Sant'Agata de' Goti                   |                     |
| Campania              | 47 collegi uninominali 15 seggi proporzionali | Campania 2            | 10. Ariano Irpino                        | Ariano Irpino                         |                     |
| Campania              | 47 collegi uninominali 15 seggi proporzionali | Campania 2            | 11. Avellino                             | Avellino                              |                     |
| Campania              | 47 collegi uninominali 15 seggi proporzionali | Campania 2            | 12. Atripalda                            | Atripalda                             |                     |
| Campania              | 47 collegi uninominali 15 seggi proporzionali | Campania 2            | 13. Mirabella Eclano                     | Mirabella Eclano                      |                     |
| Campania              | 47 collegi uninominali 15 seggi proporzionali | Campania 2            | 14. Salerno centro                       | Salerno                               |                     |
| Campania              | 47 collegi uninominali 15 seggi proporzionali | Campania 2            | 15. Salerno - Mercato San Severino       | Salerno                               |                     |
| Campania              | 47 collegi uninominali 15 seggi proporzionali | Campania 2            | 16. Cava de' Tirreni                     | Cava de' Tirreni                      |                     |
| Campania              | 47 collegi uninominali 15 seggi proporzionali | Campania 2            | 17. Scafati                              | Scafati                               |                     |
| Campania              | 47 collegi uninominali 15 seggi proporzionali | Campania 2            | 18. Nocera Inferiore                     | Nocera Inferiore                      |                     |
| Campania              | 47 collegi uninominali 15 seggi proporzionali | Campania 2            | 19. Battipaglia                          | Battipaglia                           |                     |
| Campania              | 47 collegi uninominali 15 seggi proporzionali | Campania 2            | 20. Eboli                                | Eboli                                 |                     |
| Campania              | 47 collegi uninominali 15 seggi proporzionali | Campania 2            | 21. Sala Consilina                       | Sala Consilina                        |                     |
| Campania              | 47 collegi uninominali 15 seggi proporzionali | Campania 2            | 22. Vallo della Lucania                  | Vallo della Lucania                   |                     |
| Puglia                | 34 collegi uninominali 11 seggi proporzionali | Puglia                |                                          | 1. San Severo                         | San Severo          |
| Puglia                | 34 collegi uninominali 11 seggi proporzionali | Puglia                | 2. San Giovanni Rotondo                  | San Giovanni Rotondo                  |                     |
| Puglia                | 34 collegi uninominali 11 seggi proporzionali | Puglia                | 3. Foggia - Lucera                       | Foggia                                |                     |
| Puglia                | 34 collegi uninominali 11 seggi proporzionali | Puglia                | 4. Foggia centro                         | Foggia                                |                     |
| Puglia                | 34 collegi uninominali 11 seggi proporzionali | Puglia                | 5. Cerignola                             | Cerignola                             |                     |
| Puglia                | 34 collegi uninominali 11 seggi proporzionali | Puglia                | 6. Manfredonia                           | Manfredonia                           |                     |
| Puglia                | 34 collegi uninominali 11 seggi proporzionali | Puglia                | 7. Lecce                                 | Lecce                                 |                     |
| Puglia                | 34 collegi uninominali 11 seggi proporzionali | Puglia                | 8. Squinzano                             | Squinzano                             |                     |
| Puglia                | 34 collegi uninominali 11 seggi proporzionali | Puglia                | 9. Tricase                               | Tricase                               |                     |
| Puglia                | 34 collegi uninominali 11 seggi proporzionali | Puglia                | 10. Maglie                               | Maglie                                |                     |
| Puglia                | 34 collegi uninominali 11 seggi proporzionali | Puglia                | 11. Casarano                             | Casarano                              |                     |
| Puglia                | 34 collegi uninominali 11 seggi proporzionali | Puglia                | 12. Nardò                                | Nardò                                 |                     |
| Puglia                | 34 collegi uninominali 11 seggi proporzionali | Puglia                | 13. Galatina                             | Galatina                              |                     |
| Puglia                | 34 collegi uninominali 11 seggi proporzionali | Puglia                | 14. Taranto - Solito Corvisea            | Taranto                               |                     |
| Puglia                | 34 collegi uninominali 11 seggi proporzionali | Puglia                | 15. Taranto - Italia - Monte Granaro     | Taranto                               |                     |
| Puglia                | 34 collegi uninominali 11 seggi proporzionali | Puglia                | 16. Manduria                             | Manduria                              |                     |
| Puglia                | 34 collegi uninominali 11 seggi proporzionali | Puglia                | 17. Martina Franca                       | Martina Franca                        |                     |
| Puglia                | 34 collegi uninominali 11 seggi proporzionali | Puglia                | 18. Massafra                             | Massafra                              |                     |
| Puglia                | 34 collegi uninominali 11 seggi proporzionali | Puglia                | 19. Bari - San Paolo - Stanic            | Bari                                  |                     |
| Puglia                | 34 collegi uninominali 11 seggi proporzionali | Puglia                | 20. Bari - Libertà - Marconi             | Bari                                  |                     |
| Puglia                | 34 collegi uninominali 11 seggi proporzionali | Puglia                | 21. Bari - Mola di Bari                  | Bari                                  |                     |
| Puglia                | 34 collegi uninominali 11 seggi proporzionali | Puglia                | 22. Barletta                             | Barletta                              |                     |
| Puglia                | 34 collegi uninominali 11 seggi proporzionali | Puglia                | 23. Andria                               | Andria                                |                     |
| Puglia                | 34 collegi uninominali 11 seggi proporzionali | Puglia                | 24. Trani                                | Trani                                 |                     |
| Puglia                | 34 collegi uninominali 11 seggi proporzionali | Puglia                | 25. Molfetta                             | Molfetta                              |                     |
| Puglia                | 34 collegi uninominali 11 seggi proporzionali | Puglia                | 26. Bitonto                              | Bitonto                               |                     |
| Puglia                | 34 collegi uninominali 11 seggi proporzionali | Puglia                | 27. Altamura                             | Altamura                              |                     |
| Puglia                | 34 collegi uninominali 11 seggi proporzionali | Puglia                | 28. Modugno                              | Modugno                               |                     |
| Puglia                | 34 collegi uninominali 11 seggi proporzionali | Puglia                | 29. Triggiano                            | Triggiano                             |                     |
| Puglia                | 34 collegi uninominali 11 seggi proporzionali | Puglia                | 30. Putignano                            | Putignano                             |                     |
| Puglia                | 34 collegi uninominali 11 seggi proporzionali | Puglia                | 31. Monopoli                             | Monopoli                              |                     |
| Puglia                | 34 collegi uninominali 11 seggi proporzionali | Puglia                | 32. Brindisi                             | Brindisi                              |                     |
| Puglia                | 34 collegi uninominali 11 seggi proporzionali | Puglia                | 33. Mesagne                              | Mesagne                               |                     |
| Puglia                | 34 collegi uninominali 11 seggi proporzionali | Puglia                | 34. Francavilla Fontana                  | Francavilla Fontana                   |                     |
| Basilicata            | 5 collegi uninominali 2 seggi proporzionali   | Basilicata            |                                          | 1. Potenza                            | Potenza             |
| Basilicata            | 5 collegi uninominali 2 seggi proporzionali   | Basilicata            | 2. Melfi                                 | Melfi                                 |                     |
| Basilicata            | 5 collegi uninominali 2 seggi proporzionali   | Basilicata            | 3. Matera                                | Matera                                |                     |
| Basilicata            | 5 collegi uninominali 2 seggi proporzionali   | Basilicata            | 4. Pisticci                              | Pisticci                              |                     |
| Basilicata            | 5 collegi uninominali 2 seggi proporzionali   | Basilicata            | 5. Lauria                                | Lauria                                |                     |
| Calabria              | 17 collegi uninominali 6 seggi proporzionali  | Calabria              |                                          | 1. Paola                              | Paola               |
| Calabria              | 17 collegi uninominali 6 seggi proporzionali  | Calabria              | 2. Castrovillari                         | Castrovillari                         |                     |
| Calabria              | 17 collegi uninominali 6 seggi proporzionali  | Calabria              | 3. Corigliano Calabro                    | Corigliano Calabro                    |                     |
| Calabria              | 17 collegi uninominali 6 seggi proporzionali  | Calabria              | 4. Rossano                               | Rossano                               |                     |
| Calabria              | 17 collegi uninominali 6 seggi proporzionali  | Calabria              | 5. Rende                                 | Rende                                 |                     |
| Calabria              | 17 collegi uninominali 6 seggi proporzionali  | Calabria              | 6. Cosenza                               | Cosenza                               |                     |
| Calabria              | 17 collegi uninominali 6 seggi proporzionali  | Calabria              | 7. Lamezia Terme                         | Lamezia Terme                         |                     |
| Calabria              | 17 collegi uninominali 6 seggi proporzionali  | Calabria              | 8. Catanzaro                             | Catanzaro                             |                     |
| Calabria              | 17 collegi uninominali 6 seggi proporzionali  | Calabria              | 9. Isola di Capo Rizzuto                 | Isola di Capo Rizzuto                 |                     |
| Calabria              | 17 collegi uninominali 6 seggi proporzionali  | Calabria              | 10. Crotone                              | Crotone                               |                     |
| Calabria              | 17 collegi uninominali 6 seggi proporzionali  | Calabria              | 11. Vibo Valentia                        | Vibo Valentia                         |                     |
| Calabria              | 17 collegi uninominali 6 seggi proporzionali  | Calabria              | 12. Soverato                             | Soverato                              |                     |
| Calabria              | 17 collegi uninominali 6 seggi proporzionali  | Calabria              | 13. Siderno                              | Siderno                               |                     |
| Calabria              | 17 collegi uninominali 6 seggi proporzionali  | Calabria              | 14. Locri                                | Locri                                 |                     |
| Calabria              | 17 collegi uninominali 6 seggi proporzionali  | Calabria              | 15. Reggio Calabria - Sbarre             | Reggio Calabria                       |                     |
| Calabria              | 17 collegi uninominali 6 seggi proporzionali  | Calabria              | 16. Reggio Calabria - Villa San Giovanni | Reggio Calabria                       |                     |
| Calabria              | 17 collegi uninominali 6 seggi proporzionali  | Calabria              | 17. Palmi                                | Palmi                                 |                     |
| Sicilia               | 41 collegi uninominali 14 seggi proporzionali | Sicilia 1             |                                          | 1. Trapani                            | Trapani             |
| Sicilia               | 41 collegi uninominali 14 seggi proporzionali | Sicilia 1             | 2. Marsala                               | Marsala                               |                     |
| Sicilia               | 41 collegi uninominali 14 seggi proporzionali | Sicilia 1             | 3. Mazara del Vallo                      | Mazara del Vallo                      |                     |
| Sicilia               | 41 collegi uninominali 14 seggi proporzionali | Sicilia 1             | 4. Alcamo                                | Alcamo                                |                     |
| Sicilia               | 41 collegi uninominali 14 seggi proporzionali | Sicilia 1             | 5. Cefalù                                | Cefalù                                |                     |
| Sicilia               | 41 collegi uninominali 14 seggi proporzionali | Sicilia 1             | 6. Termini Imerese                       | Termini Imerese                       |                     |
| Sicilia               | 41 collegi uninominali 14 seggi proporzionali | Sicilia 1             | 7. Bagheria                              | Bagheria                              |                     |
| Sicilia               | 41 collegi uninominali 14 seggi proporzionali | Sicilia 1             | 8. Partinico                             | Partinico                             |                     |
| Sicilia               | 41 collegi uninominali 14 seggi proporzionali | Sicilia 1             | 9. Palermo - Capaci                      | Palermo                               |                     |
| Sicilia               | 41 collegi uninominali 14 seggi proporzionali | Sicilia 1             | 10. Palermo - Resuttana                  | Palermo                               |                     |
| Sicilia               | 41 collegi uninominali 14 seggi proporzionali | Sicilia 1             | 11. Palermo - Zisa                       | Palermo                               |                     |
| Sicilia               | 41 collegi uninominali 14 seggi proporzionali | Sicilia 1             | 12. Palermo - Libertà                    | Palermo                               |                     |
| Sicilia               | 41 collegi uninominali 14 seggi proporzionali | Sicilia 1             | 13. Palermo - Villagrazia                | Palermo                               |                     |
| Sicilia               | 41 collegi uninominali 14 seggi proporzionali | Sicilia 1             | 14. Palermo - Settecannoli               | Palermo                               |                     |
| Sicilia               | 41 collegi uninominali 14 seggi proporzionali | Sicilia 1             | 15. Gela                                 | Gela                                  |                     |
| Sicilia               | 41 collegi uninominali 14 seggi proporzionali | Sicilia 1             | 16. Caltanissetta                        | Caltanissetta                         |                     |
| Sicilia               | 41 collegi uninominali 14 seggi proporzionali | Sicilia 1             | 17. Licata                               | Licata                                |                     |
| Sicilia               | 41 collegi uninominali 14 seggi proporzionali | Sicilia 1             | 18. Agrigento                            | Agrigento                             |                     |
| Sicilia               | 41 collegi uninominali 14 seggi proporzionali | Sicilia 1             | 19. Canicattì                            | Canicattì                             |                     |
| Sicilia               | 41 collegi uninominali 14 seggi proporzionali | Sicilia 1             | 20. Sciacca                              | Sciacca                               |                     |
| Sicilia               | 41 collegi uninominali 14 seggi proporzionali | Sicilia 2             |                                          | 1. Messina centro storico             | Messina             |
| Sicilia               | 41 collegi uninominali 14 seggi proporzionali | Sicilia 2             | 2. Messina - Mata e Grifone              | Messina                               |                     |
| Sicilia               | 41 collegi uninominali 14 seggi proporzionali | Sicilia 2             | 3. Taormina                              | Taormina                              |                     |
| Sicilia               | 41 collegi uninominali 14 seggi proporzionali | Sicilia 2             | 4. Milazzo                               | Milazzo                               |                     |
| Sicilia               | 41 collegi uninominali 14 seggi proporzionali | Sicilia 2             | 5. Barcellona Pozzo di Gotto             | Barcellona Pozzo di Gotto             |                     |
| Sicilia               | 41 collegi uninominali 14 seggi proporzionali | Sicilia 2             | 6. Nicosia                               | Nicosia                               |                     |
| Sicilia               | 41 collegi uninominali 14 seggi proporzionali | Sicilia 2             | 7. Enna                                  | Enna                                  |                     |
| Sicilia               | 41 collegi uninominali 14 seggi proporzionali | Sicilia 2             | 8. Paternò                               | Paternò                               |                     |
| Sicilia               | 41 collegi uninominali 14 seggi proporzionali | Sicilia 2             | 9. Giarre                                | Giarre                                |                     |
| Sicilia               | 41 collegi uninominali 14 seggi proporzionali | Sicilia 2             | 10. Acireale                             | Acireale                              |                     |
| Sicilia               | 41 collegi uninominali 14 seggi proporzionali | Sicilia 2             | 11. Gravina di Catania                   | Gravina di Catania                    |                     |
| Sicilia               | 41 collegi uninominali 14 seggi proporzionali | Sicilia 2             | 12. Catania - Picanello                  | Catania                               |                     |
| Sicilia               | 41 collegi uninominali 14 seggi proporzionali | Sicilia 2             | 13. Catania - Cardinale                  | Catania                               |                     |
| Sicilia               | 41 collegi uninominali 14 seggi proporzionali | Sicilia 2             | 14. Catania - Misterbianco               | Catania                               |                     |
| Sicilia               | 41 collegi uninominali 14 seggi proporzionali | Sicilia 2             | 15. Caltagirone                          | Caltagirone                           |                     |
| Sicilia               | 41 collegi uninominali 14 seggi proporzionali | Sicilia 2             | 16. Augusta                              | Augusta                               |                     |
| Sicilia               | 41 collegi uninominali 14 seggi proporzionali | Sicilia 2             | 17. Siracusa                             | Siracusa                              |                     |
| Sicilia               | 41 collegi uninominali 14 seggi proporzionali | Sicilia 2             | 18. Avola                                | Avola                                 |                     |
| Sicilia               | 41 collegi uninominali 14 seggi proporzionali | Sicilia 2             | 19. Modica                               | Modica                                |                     |
| Sicilia               | 41 collegi uninominali 14 seggi proporzionali | Sicilia 2             | 20. Ragusa                               | Ragusa                                |                     |
| Sicilia               | 41 collegi uninominali 14 seggi proporzionali | Sicilia 2             | 21. Vittoria                             | Vittoria                              |                     |
| Sardegna              | 14 collegi uninominali 4 seggi proporzionali  | Sardegna              |                                          | 1. Sassari                            | Sassari             |
| Sardegna              | 14 collegi uninominali 4 seggi proporzionali  | Sardegna              | 2. Alghero                               | Alghero                               |                     |
| Sardegna              | 14 collegi uninominali 4 seggi proporzionali  | Sardegna              | 3. Porto Torres                          | Porto Torres                          |                     |
| Sardegna              | 14 collegi uninominali 4 seggi proporzionali  | Sardegna              | 4. Olbia                                 | Olbia                                 |                     |
| Sardegna              | 14 collegi uninominali 4 seggi proporzionali  | Sardegna              | 5. Nuoro                                 | Nuoro                                 |                     |
| Sardegna              | 14 collegi uninominali 4 seggi proporzionali  | Sardegna              | 6. Tortolì                               | Tortolì                               |                     |
| Sardegna              | 14 collegi uninominali 4 seggi proporzionali  | Sardegna              | 7. Macomer                               | Macomer                               |                     |
| Sardegna              | 14 collegi uninominali 4 seggi proporzionali  | Sardegna              | 8. Oristano                              | Oristano                              |                     |
| Sardegna              | 14 collegi uninominali 4 seggi proporzionali  | Sardegna              | 9. Iglesias                              | Iglesias                              |                     |
| Sardegna              | 14 collegi uninominali 4 seggi proporzionali  | Sardegna              | 10. Carbonia                             | Carbonia                              |                     |
| Sardegna              | 14 collegi uninominali 4 seggi proporzionali  | Sardegna              | 11. Cagliari - Assemini                  | Cagliari                              |                     |
| Sardegna              | 14 collegi uninominali 4 seggi proporzionali  | Sardegna              | 12. Cagliari centro                      | Cagliari                              |                     |
| Sardegna              | 14 collegi uninominali 4 seggi proporzionali  | Sardegna              | 13. Serramanna                           | Serramanna                            |                     |
| Sardegna              | 14 collegi uninominali 4 seggi proporzionali  | Sardegna              | 14. Quartu Sant'Elena                    | Quartu Sant'Elena                     |                     |